# بورجيا (كالابريا)
بورجيا هي بلدة تقع في مقاطعة كاتانزارو ،في إقليم كالابريا في جنوب إيطاليا. في فرازيون روكيليتا في بورجيا تقع مدينة سيليتيوم القديمة